# هانس فريمان
هانس فريمان (بالإنجليزية: Hans Freeman)‏ هو كيميائي أسترالي، ولد في 26 مايو 1929 في فروتسواف في بولندا، وتوفي في 9 نوفمبر 2008 في سيدني في أستراليا.